# Drymaria effusa
Drymaria effusa är en nejlikväxtart som beskrevs av Asa Gray. Drymaria effusa ingår i släktet Drymaria och familjen nejlikväxter.

## Underarter
Arten delas in i följande underarter:
- D. e. confusa
- D. e. depressa